# Lobelia filipes
Lobelia filipes är en klockväxtart som beskrevs av Franz Elfried Wimmer. Lobelia filipes ingår i släktet lobelior, och familjen klockväxter.
Artens utbredningsområde är Namibia. Inga underarter finns listade i Catalogue of Life.